# Psicologia della salute
La psicologia della salute (ingl. health psychology; ted. Gesundheitspsychologie; fr. psychologie de la santé) è una branca della psicologia che si occupa dei processi biopsicosociali relativi alla salute individuale e di comunità. La psicologia della salute analizza inoltre  il sistema di cura della salute ed elabora le metodologie per raggiungerla; fornisce contributi teorici e metodologici specifici finalizzati alla tutela e promozione della salute, alla prevenzione delle malattie e allo studio delle disfunzioni associate.

## Storia
Sin dagli anni Cinquanta e Sessanta del XX secolo si cominciò a considerare, nell'ambito degli studi di salute pubblica, l'incidenza degli stili di vita e della psiche sulla salute fisica.
La psicologia della salute, come disciplina autonoma, nasce ufficialmente nel 1976 negli Stati Uniti all'interno dell'American Psychological Association(APA), con la creazione della Divisione di Health Psychology. In Europa il primo Congresso di psicologia della salute fu tenuto a Tilburg nel 1986. Successivamente la ESHP (European Society of Health Psychology) ha organizzato annualmente conferenze in varie località europee. Lo sviluppo della disciplina è stato rapido e costante negli Stati Uniti e in Europa, anche attraverso la pubblicazione di riviste e manuali, affiancati da master e corsi universitari per psicologi della salute.
In Italia, a partire dal 1996, la disciplina è entrata a far parte dei curricula delle università. Nelle varie facoltà di Psicologia è infatti presente un modulo apposito di Psicologia della salute.

## Sviluppo della disciplina
L'analisi delle principali cause di mortalità ha messo in risalto che sono in aumento i fattori scatenanti studiati dalla disciplina, riguardanti le malattie croniche e cardiovascolari, e in generale legati al mantenimento di uno stile di vita poco sano e stressante. Questi processi rappresentavano nel 2004 il 48% delle cause di mortalità.
La crescente consapevolezza riguardo all'importanza della prevenzione, legata principalmente a fattori economici, ha favorito lo stimolo alla diminuzione dei fattori di rischio.
Lo sviluppo stesso della psicologia generale ha accelerato l'avanzata della nuova branca della disciplina fornendo strumenti per l'applicazione delle nuove conoscenze nel campo medico.

## Il modello biopsicosociale
Rispetto alla medicina la psicologia della salute ha un'impostazione differente. Si passa infatti da un modello biomedico, basato sulla visione della malattia come una deviazione rispetto alla norma biologica, al modello biopsicosociale, che tiene conto di fattori biologici, psicologici e sociali nel valutare lo stato di salute.
Per il modello biomedico la malattia deve essere trattata come entità indipendente dal comportamento sociale, tenendo conto delle deviazioni comportamentali attraverso processi somatici, enfatizzando così la funzione del medico e una visione passiva del paziente.
Per il modello biopsicosociale la valutazione dello stato di salute di un individuo viene contestualizzata all'interno dell'ambiente psicosociale, attraverso un approccio sistemico. Tale approccio sottolinea la complessità della salute, valorizzando l'importanza dell'interdisciplinarità.
Il modello biopsicosociale si orienta verso la salute globale promuovendo la salute intesa come realizzazione di sé, attribuendo importanza alla prevenzione, e considerando vari livelli di analisi del paziente, gestendoli in associazione ai vari ruoli professionali nel campo medico.

## La rappresentazione mentale della malattia
La rappresentazione mentale della malattia rappresenta il modo in cui le persone percepiscono l'entità del rischio riguardo alla propria salute. I piani d'azione messi in atto per far fronte alle malattie sono condizionati da più fattori, legati alla specifica rappresentazione del sintomo:
- l'identità personale
- la causa percepita
- le aspettative temporali
- le aspettative sull'esito
- le cure possibili

Questi fattori portano alla formazione di prototipi cognitivi, che aiutano a comprendere le modalità attraverso le quali l'uomo organizza cognitivamente l'insorgere di una malattia. Attraverso questi prototipi si riesce a riconoscere e individuare un sintomo che viene mentalmente ricollegato ad una determinata malattia. Non tutti i fattori del prototipo devono coincidere alla perfezione: anche una leggera somiglianza può essere sufficiente per attivare la rete di collegamenti. Di conseguenza l'interpretazione della malattia avrà ripercussioni dirette sulle metodologie e sull'approccio alla malattia.

## Emozioni e salute
Il ruolo dei processi emozionali sulla salute è notevole. Nell'ambito della psicologia della salute essi sono principalmente legati alle differenze individuali, e vengono analizzati tenendo in considerazione gli effetti diretti sullo stato di salute dell'individuo. Le emozioni possono produrre effetti non solo direttamente sulla salute, ma anche sugli health behaviors, facilitando oppure ostacolando il sostegno sociale e gli interventi necessari. Determinati processi emozionali, ai quali per esempio sono esposti individui irascibili, causano una vulnerabilità verso determinate malattie. Attraverso meccanismi che accrescono la percezione dello stress, queste persone si trovano infatti in uno stato di continua vigilanza nei confronti dell'ambiente esterno, stato che causa uno stato di hyperarousal (iperattivazione) psicofisiologico, talvolta accompagnato da atteggiamenti disadattivi come un maggior consumo di alcoolici e una tendenza al fumo.

## Il sostegno sociale
Varie componenti delle relazioni sociali esercitano effetti positivi sulla salute. Il sostegno sociale produce effetti diretti sulla salute e sul benessere poiché le relazioni sociali garantiscono all'individuo esperienze regolari e un ruolo stabile, accrescendone l'autostima e la fiducia e stimolando l'adozione di comportamenti più sani. Le persone che godono di elevato sostegno sociale sono maggiormente protette dall'impatto negativo dello stress. L'effetto delle reti sociali dipende particolarmente dall'atteggiamento dell'individuo e dal modo in cui esso riesce a stringere amicizie e ottenere sostegno, attività in cui sono favorite le persone meno ansiose e con maggiori competenze sociali.

## L'educazione alla salute
Green-Kreuter, in Health promotion planning (1999), analizza l'importanza dell'educazione alla salute, che ha lo scopo di far conoscere alle persone le conseguenze di determinati comportamenti. Attraverso un approccio educativo è possibile rendere le persone maggiormente consapevoli e stimolarne quindi le azioni orientate alla salute.
L'educazione alla salute è rivolta soprattutto a modificare le azioni volontarie al fine di migliorare la salute.
Negli ultimi decenni l'educazione alla salute è migliorata con il miglioramento degli stili di vita, e le malattie infettive sono diminuite anche grazie alla sensibilizzazione prodotta dallo sviluppo della Psicologia della salute.

### "Health Behaviors"
Per "comportamenti di salute" (health behaviors) si intendono tutte quelle azioni che devono essere attuate per ottimizzare il proprio stato di salute. Gli health behaviors sono collegati a parecchie variabili, quali credenze cognitive, aspettative, motivazioni, valori e percezioni. Al tempo stesso queste variabili sono modulate a loro volta da influenze sociali (delle reti sociali personali e della società in generale). La psicologia della salute contribuisce alla diffusione di stili di vita sani e salutari, contribuendo ad accrescere nell'individuo la capacità di anticipare i problemi prevenendo morbilità e mortalità, e puntando alla diminuzione di comportamenti patogeni come la scarsa attitudine alla pratica sportiva, la dedizione al fumo, il sovrappeso e il consumo di alcolici.
L'ambito nel quale gli psicologi della salute operano maggiormente è quello delle scuole, considerate un contesto privilegiato nel quale l'utenza è composta da giovani che non hanno ancora rafforzato le loro abitudini negative. In questa fase di crescita è possibile intervenire con maggiore efficacia. La principale tecnica utilizzata è quella della "peer education", una particolare metodologia di intervento tra pari (coetanei).

### I mass media come strumento
Nell'ambito dell'educazione alla salute l'uso dei mass media ha enormi potenzialità. Attraverso i mass media è possibile infatti rafforzare tendenze positive già in attuazione in una determinata comunità, oppure attraverso modificazioni graduali variare il clima culturale e le pratiche associate a valori di salute, con il vantaggio di raggiungere simultaneamente porzioni significative di popolazione.
L'utilizzo dei mass media talvolta non risulta però sufficiente a causa dell'impossibilità di controllare l'esposizione ai messaggi nonché la comprensione efficace globale. L'omogeneizzazione dei riceventi al quale sono rivolti i messaggi infatti costituisce uno degli aspetti più problematici di questo strumento, ciò determina una maggiore attenzione nella produzione dei messaggi che vengono così creati per essere diretti e rivolti a fasce di popolazione specifiche. 
La produzione dei messaggi avviene per mano di esperti pubblicitari che si impegnano in modo che le raccomandazioni possano più facilmente possibile tramutarsi in comportamenti conseguenti.

## Riviste di Psicologia della salute
Serie di riviste che si occupano di psicologia della salute:
- American Journal of Health Promotion
- Health Psychology
- Psychology and Health (EHPS)
- Quality Assistance Health Care
- Health Communication
- Health Education Journal
- Health Education Monographs
- Health Education Research
- Journal of Contemporary Health
- Journal of Health and Social Behavior
- Women's Health Issues
- Psicologia della Salute (SIPSA)